# صحرای غربی (مصر)
صحرای غربی (انگلیسی: Western Desert)، بخشی از صحرای بزرگ آفریقا است که در غرب رود نیل تا مرز کشور لیبی در شرق و از شمال به دریای مدیترانه و در جنوب تا مرز با کشور سودان واقع شده است. این نام به دلیل نام دیگر صحرای موجود در کشور مصر که در شرق واقع شده و به نام صحرای شرقی شناخته می‌شود، انتخاب شده است.